# Société de fabrication d’instruments de mesure
La Société de Fabrication d'Instruments de Mesure (SFIM) était une entreprise française spécialisée dans la fabrication de matériel optique et optronique. Créée en 1947, elle fait aujourd'hui partie du groupe Safran depuis 2005.

## Historique
- 1947 : Création de la SFIM à Massy et à Palaiseau par François Hussenot et Marcel Ramolfo-Garnier. Elle fabriquait à l'origine des enregistreurs de vol, appelés des « hussenographes », du nom de son inventeur.
- 1969 : Rachat de la société SETARAM, fabricant de calorimètres et d'analyseurs thermiques (revendu en 1997[1]).
- 1991 : Elle se porte acquéreur de SOPELEM[2] (Société d’Optique, Précision électronique et Mécanique), société issue de la fusion, en 1964, de la Société d'optique et de mécanique de précision (SOM-Berthiot) et de l'Optique et précision de Levallois (OPL).
- 1994 : Reprise de l'équipementier aéronautique Aviac[3] et de la division optique de Matra[4]. Création de SFIM ODS (Optronique pour la défense et le spatial).
- 1999 : Rachat par le groupe Sagem.
- 2005 : Les activités de la SFIM font partie de Safran Electronics & Defense.

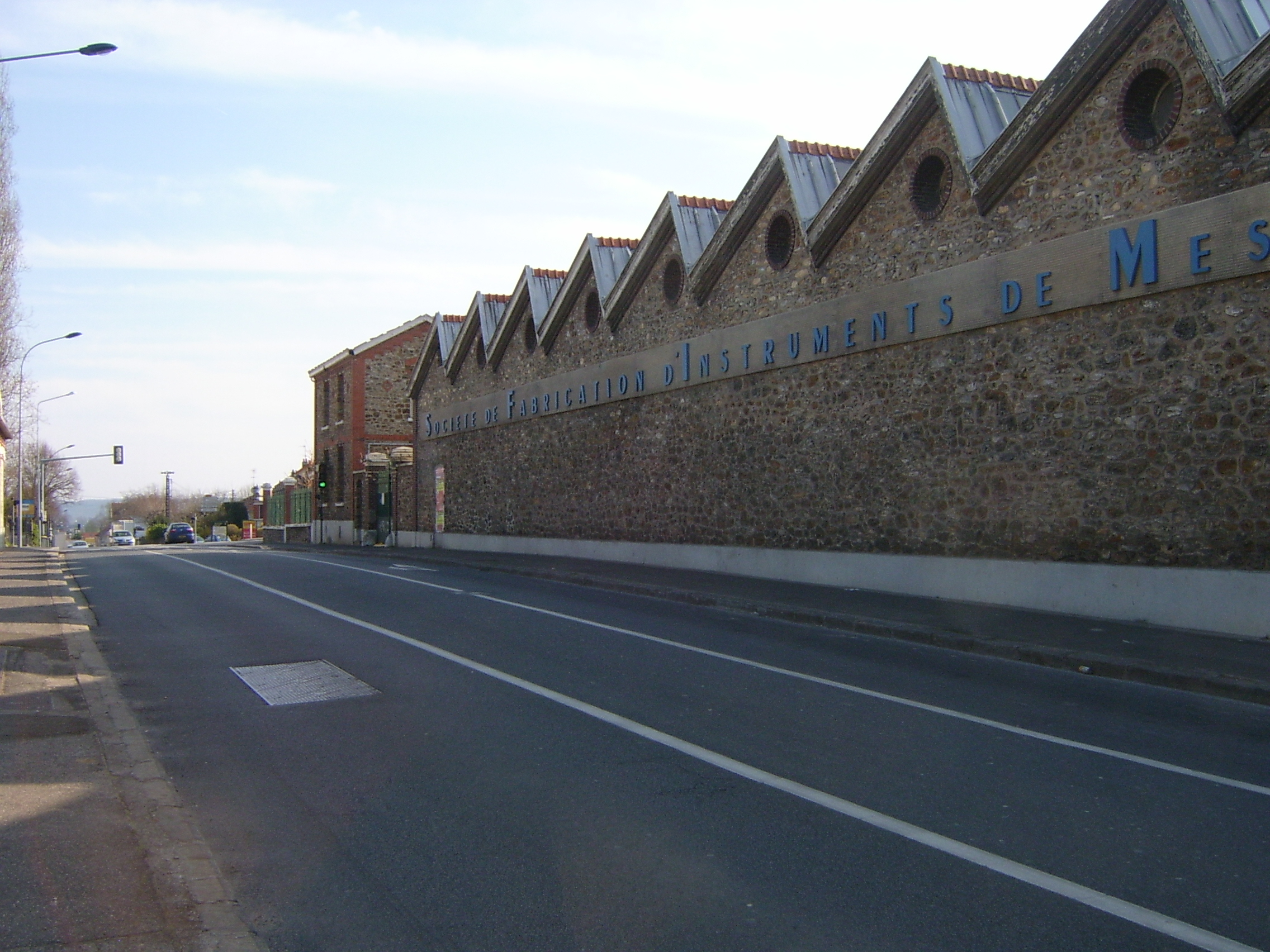
Centre de production de Palaiseau.

- Centre de production de Palaiseau.Disparition en 2005, devient Safran Electronics & Defense.